# Фабио Челони
Фабио Челони (итал. Fabio Celoni; Сесто Сан Ђовани, 23. септембар 1971) италијански је цртач стрипова, сценариста и илустратор.
Рођен је 1971. Од 1984. до 1989. похађао је Школу стрипа и илустрације у Милану. Сарађује с неким рекламним агенцијама, затим прелази на стрип и дебитује на стрип серијалу Три супермена. За хорор часопис Мостри почиње да ради 1990. када остварује и прве контакте с Дизнијем када ради као дизајнер часописа Топлолино, а годину дана касније та сарадња доводи до објављивања приче о Микију Маусу. То га је учинило најмлађим италијанским стрип цртачем који је објављен у неком стрип недељнику. Челони ради и за друге Дизнијве публикације: Pk, Paperino, Paperfantasy и Paperinik. 
Сарадњу са чувеном издавачком кућом Серђо Бонели едиторе започео је 2000. Ангажовала га је као цртача популарног стрип серијала Дилана Дога, а 2005. постао је цртач за серијал Бред Барон.